# 青木純子
青木 純子（あおき じゅんこ、1954年（昭和29年）7月10日 - ）は、日本の翻訳家。
東京都生まれ。早稲田大学大学院博士課程満期退学。ロシア・ポーランド文学者であり翻訳家でもある工藤幸雄に師事
。

## 翻訳
- 『こころの扉をたたいた猫たち』（サマンサ・ムーニー、新潮社） 1985
- 『風の裏側』（ミロラド・パヴィチ 、東京創元社） 1995
- 『ロコス亭の奇妙な人々』（フェリペ・アルファウ、東京創元社） 1995　のち『ロコス亭　奇人たちの情景』のタイトルで文庫
- 『ニコチン・ウォーズ』（クリストファー・バックリー、創元推理文庫） 1996
- 『悪魔を飼っていた男』（クリストファー・ムーア、東京創元社） 1997
- 『ジャングル・ブック』（ジョセフ・R・キップリング、集英社） 1997
- 『ジョン・ランプリエールの辞書』（ローレンス・ノーフォーク、東京創元社） 2000　のち文庫
- 『老人ホーム - 一夜のコメディ』（B・S・ジョンソン、東京創元社） 2000　のち文庫
- 『メラニーは行く!』（ダグラス・J・エボック原案、C・ジェイ・コックス脚本、竹書房） 2003
- 『閉じた本』（ギルバート・アデア、東京創元社） 2003
- 『わたしには家がない - ハーバード大に行ったホームレス少女』（ローラリー・サマー、竹書房） 2004
- 『ロボッツ』（ナンシー・クルリック、竹書房文庫） 2005
- 『長い長いさようなら - アルツハイマーと闘った父、レーガン元大統領に捧げる手記』（パティ・デイヴィス、竹書房） 2005
- 『アルアル島の大事件』（クリストファー・ムーア、創元推理文庫） 2006
- 『証券詐欺師 - ウォール街を震撼させた男』（ゲーリー・ワイス、集英社） 2007
- 『E・S・ガードナーへの手紙』（スーザン・カンデル、創元推理文庫） 2008
- 『ミスター・ミー』（アンドルー・クルミー、東京創元社） 2008
- 『少女探偵の肖像』（スーザン・カンデル、創元推理文庫） 2009
- 『おっぱいとトラクター』（マリーナ・レヴィツカ、集英社文庫） 2010
- 『ミニチュア作家』（ジェシー・バートン、早川書房） 2015
- 『ホテル・ネヴァーシンク』（アダム・オファロン・プライス、早川書房） 2020
- 『リトル・グリーンメン - <MJ-12>の策謀』（クリストファー・バックリー、創元推理文庫） 2021
- 『メキシカン・ゴシック』（シルヴィア・モレノ=ガルシア、早川書房） 2022

### ケイト・モートン
- 『忘れられた花園』上・下（ケイト・モートン、東京創元社） 2011　のち文庫
- 『秘密』上・下（ケイト・モートン、東京創元社） 2013　のち文庫
- 『湖畔荘』上・下（ケイト・モートン、東京創元社） 2017　のち文庫

### ケイト・アトキンソン
- 『世界が終わるわけではなく』（ケイト・アトキンソン、東京創元社） 2012
- 『探偵ブロディの事件ファイル』（ケイト・アトキンソン、東京創元社） 2014
- 『探偵ブロディの事件ファイル マトリョーシカと消えた死体』（ケイト・アトキンソン、東京創元社） 2016
- 『ライフ・アフター・ライフ』（ケイト・アトキンソン、東京創元社） 2020